# Biskupický kanál
Biskupický kanál je 38,85 km dlouhý derivační (vybudovaný pro energetické účely) kanál na řece Váh.  Je pojmenován podle trenčínské městské části Biskupice, bývalé samostatné obce Trenčianske Biskupice. Byl vybudován v letech 1942 - 1956, kdy došlo k významnému narovnání a regulaci toku Váhu. Začíná na okraji Trenčína a končí v Piešťanech, kde se opětovně spojuje se starým korytem Váhu před vodní nádrží Sĺňava.  Mezi kanálem a původním korytem Váhu se nachází tzv. Vážský ostrov (v Piešťanech známý také pod názvem Lido), který slouží primárně jako záplavové území.
Na Biskupickém kanálu byly vybudovány tři vodní elektrárny: Vodní dílo Kostolná, Vodní dílo Nové Město nad Váhom a Vodní dílo Horná Streda. Vedle kanálu se buduje, resp. již zčásti je vybudována Vážská cyklomagistrála.